# Omejidi
Omejidi (Omejadi, Omajadi ili Umajadi) su vladari iz dinastije Omejida, prve dinastije nakon vladavine četvorice vladara  Pravednih kalifa, koji su vladali nakon smrti Muhameda. Dinastiju Omejida naslijedila je dinastija Abasida.  
Prvi vladar koji je bio iz dinastije Omejida bio je Muavija, koji je uveo pravo na prijestolje putem nasljedstva (dinastijom), a ne putem izbora (šurom).

## Omejidi u Arabiji

### Osnivanje dinastije
Nakon smrti kalifa Alije na vlast je došao Muavija, sin Ebu-Sufijana i Hinde, zakletih neprijatelja islama sve do osvajanja Meke kada su i sami prihvatili ovu vjeru. Prvi je islamski vladar od kojeg se računa dinastija. Došao je na vlast prihvativši se kalifata kojeg je preuzeo poslije atentata na kalifa Aliju. Kalifat završava smrću kalifa, a Muavija je pred kraj svog života odlučio na svoje mjesto postaviti sina Jezida. Običaj je bio kalifa birati na šuri, skupu plemenskih predstavnika koji su svojim glasanjem donosili sve važnije odluke. Muavija nije ukinuo taj običaj ali je na razne načine nagovorio i/ili podmitio plemenske vođe da glasuju za njegovog sina. Jezid je prvi kalifa izabran na ovaj način. Dinastija Omejida je trajala 90 godina i imala je 14 vladara.

### Značaj
Ovo doba je zapamćeno po mnogo negativnih i pozitivnih događaja. Naziva se i krvavim dobom muslimana, jer se na nepošten način dolazilo na vlast. Većina tih kalifa je živjela rasipnički, što je također protiv islamskih načela i prakse dotadašnjih kalifa. 
Teritorijalno, islamsko carstvo se značajno proširilo. Osvojeni su i dijelovi Europe: Španjolska i dio Francuske (Lyon i Bordeaux). Sjedište kalifata je premješteno iz Medine u Damask. Širili su arapsku kulturu na svim područjima novog islamskog carstva. Uveli su arapski novac i arapski jezik u svim novoosvojenim državama te gradili džamije. 
Primjetan je i utjecaj Bizantskog carstva na vladare ovog doba. Ono što su preuzeli iz njihove kulture se prvenstveno vidi u uvođenju osobne garde, obavještajne službe i stroge vojne države. Izgradili su flotu. Organizaciju države su zasnovali na bizantskim principima. Osnovali su prvu poštu na ovim područjima. Uveli su i sudstvo, ali jedino njihova presuda je bila važeća i konačna.

## Omejidi u Španjolskoj

### Povijest vladavine
Vladavina Omejida je završila dolaskom Abasida na vlast koji su tada odlučili smaknuti sve iz dinastije Omejida. Preživio je samo Abdurahman I. sa svojim trinaestogodišnjim bratom. Njih dvojica i njihov oslobođeni rob Bedr su pet godina lutali po islamskom carstvu, dok nisu završili na udaljenom španjolskom kraju carstva. Ni muslimani ovog podneblja nisu bili zainteresirani za abasidsku vlast, niti su ih Abasidi na to prisiljavali, što je Abdurahman I. iskoristio. Poslao je Bedra da govori o uspostavi omejidske vlasti, što su Španjolci i prihvatili. Pod upravom Abasida ostao je Arapski poluotok, Perzija, Irak, Sirija, Egipat i Sjeverna Afrika, a pod vlašću Omejida bio je Pirinejski poluotok kojim su vladali od 756. do 1031. godine, a vlast nad i jednim dijelom muslimani su potpuno izgubili tek 1492.
Prijestolnica Omejidskog Carstva u Španjolskoj bila je Córdoba. U ovo vrijeme Córdoba je značajno napredovala, ali ubrzo je došlo do nemira. Kršćani koji su imali pravo udruživanja i života u vlastitim zajednicama počeli su zahtijevati odvajanje od muslimanskog carstva. S druge strane Španjolska dolazi na udar križarski ratova i biva poražena u jednom od njih (1198. – 1216.) Córdoba je osvojena 1232. Dio Španjolske oko Granade je ostao u muslimanskoj vlasti do 1492. Međutim, prvenstveno zbog borbe za vlast, 1486. počinje građanski rat. Kralj Ferdinand i kraljica Izabela su opkolili Granadu i tražili od muslimana da se predaju zaklevši se pri tome da neće rušiti džamije, vakufsku imovinu i poštovati običaje muslimana. Međutim ovo se nije ostvarilo, i Španjolska je ubrzo postala dijelom inkvizicije.

### Značaj
Već samim dolaskom Abdurahmana I započela je gradnja džamija i škola, prvih islamskih škola u Europi. Međutim Španjolska je bila najnaprednija u doba Abdurahmana III. U Córdobi je onda bilo oko sedamsto džamija, trista javnih hamama, te biblioteka sa 600 000 svezaka raznih djela. 
U toku vladavine Omejida Córdoba je bila centar tkalačkog zanata i rezbarija od slonovače. Razvijena je proizvodnja svile, kože, otvoreni su rudnici srebra i zlata. Zahvaljujući njima način proizvodnje papira je prenesen u Italiju pa onda i u Francusku. Značajan utjecaj su imali i na školstvo, jer su pod njihovom vladavinom otvorena i sveučilišta u Córdobi, Sevilli, Granadi i Malagi. 
Najzačajniji znanstvenici iz ovog vremena su: 
- El-Gafiki, liječnik, sakupljač biljaka koje je imenovao na tri jezika: arapskom, berberskom i latinskom.
- Ez-Zekkeli, astronom
- Ibnul Hajjan, povjesničar
- Abdurahman ibn Haldun, povjesničar, astronom, ekonomist, pravnik, vojni strateg, filozof, koji se smatra jednim od osnivača modernih znanosti: demografija, povijest kulture, povijesna znanost, povijest filozofije i sociologije.
- Ibn Džubjer, putopisac
- Ibn Betuta filozof, liječnik i glazbenik
- Ibn Rušd (Averroes), filozof, astronom, liječnik.

## Popis omejidskih kalifa
Omejidski kalifi u Damasku
Muavija I. ibn Abi Sufijan, 661. – 680.
Jezid I. ibn Muavija, 680. – 683.
Muavija II. ibn Jezid, 683. – 684.
Marvan I. ibn Hakam, 684. – 685.
Abd al-Malik ibn Marvan, 685. – 705.
al-Walid I. ibn Abd al-Malik, 705. – 715.
Sulejman ibn Abd al-Malik, 715. – 717.
Omer ibn Abdull-Aziz, 717. – 720.
Jezid II. ibn Abd al-Malik, 720. – 724.
Hišam ibn Abd al-Malik, 724. – 743.
al-Walid II. ibn Jezid II, 743. – 744.
Jezid III. ibn al-Walid, 744.
Ibrahim ibn al-Walid, 744.
Marvan II. ibn Muhammad 744. – 750.
Omejidski emiri u Córdobi
Abdurahman I., 756. – 788.
Hišam I., 788. – 796.
al-Hakam I., 796. – 822.
Abdurahman II., 822. – 852.
Muhamed I. od Córdobe, 852. – 886.
Al-Mundhir, 842. – 888.
Abdulah ibn Muhammad, 888. – 912.
Abdurahman III., 912. – 929.
Omejidski kalifi u Córdobi
Abdurahman III., 929. – 961.
Al-Hakam II., 961. – 976.
Hišam II., 976. – 1008.
Muhamed II., 1008. – 1009.
Sulejman, 1009. – 1010.
Hišam II., 1010. – 1012.
Sulejman, 1012. – 1017.
Abdurahman IV., 1021. – 1022.
Abdurahman V., 1022. – 1023.
Muhamed III., 1023. – 1024.
Hišam III., 1027. – 1031.
Omejidski tabini
Jezid bin Muavija
Abd al-Malik ibn Marvan